# スカイシティー1000
スカイシティー1000とは、竹中工務店によって1989年に構想されたハイパービルディング。居住施設や商業施設、娯楽施設、公園などを建物内に集約し、建物内だけで生活できるような空中都市の実現をめざす。

## 計画内容
高さ56mの正六角形型の凹型の段層（空中台地）を14段に重ね、下の段層を大きく、上の段層を小さくすることで全体として側面が緩やかなカーブを描くようにし、また各段層の間に隙間を設けることで、強風の影響を受けにくくする。
段層の凹んだ部分には広場を作り、それを取り囲むようなスペースを居住用などに使う。このスペースには何箇所か隙間（スーパーカラム）を設け、火事が起きた際に被害を受ける部分を最小限にする。
高速のエレベーターやモノレールを走らせ、建物内の移動手段とする。

## 建築諸元
- 高さ：1000m[1]
- 床面積：800ha[1]
- 居住人口：35000人[1]
- 就業人口：10万人[1]